# 赤黄色の金木犀
『赤黄色の金木犀』（あかきいろのきんもくせい）は、日本のロックバンド、フジファブリックの通算3枚目のシングル。

## 解説
- 四季を基調に作られた連作シングルの3作目。テーマは「秋」。
- ミックスは、当時エンジニア経験がほとんど無かったプロデューサーの片寄明人がチャレンジしたもの。有名レコーディング・エンジニアの高山徹が手掛けたバージョンも存在するが、最終的には志村の判断により片寄のバージョンが採用された。
- CD-EXTRA仕様で、スタジヲ版「赤黄色の金木犀」を収録。

## 収録曲
- 全作詞／全作曲：志村正彦、全編曲：フジファブリック

1. 赤黄色の金木犀［3：58］
PVは前作・前々作に引き続きスミスが監督した。出演は増田汐里。
カメラとバンドの距離を常に同じにすることで『何処に行ってもバンドは動いていないが背景が切り替わる』という手法が用いられている。志村は「背景の切り替わりが綺麗過ぎて合成っぽく見える」と語っていた。
2. 虫の祭り［5：14］